# All You Need Is Now
| Críticas profissionais | Críticas profissionais |
| Avaliações da crítica  | Avaliações da crítica  |
| Fonte                  | Avaliação              |
| ---------------------- | ---------------------- |
| AllMediaNY             | 5 de 5 estrelas.       |
| The Boston Globe       | [ 3 ]                  |
| The Daily Mail         | [ 4 ]                  |
| Consequence of Sound   | 3 de 5 estrelas.       |
| Idaho Statesman        | 3 de 4 estrelas.       |
| Metromix               | 3.5 de 5 estrelas.     |
| Newsday                | B                      |
| PopMatters             | [ 5 ]                  |
| Prefix Magazine        | 8 de 10 estrelas.      |
| Rolling Stone          | [ 6 ]                  |

All You Need Is Now é o décimo terceiro álbum de estúdio da banda britânica Duran Duran. Produzido pelo vencedor do Grammy Mark Ronson, o álbum foi lançado digitalmente para download no dia 21 de Dezembro de 2010. É o primeiro álbum da banda a não ser lançado por uma grande gravadora, e sim, de forma Indie, através do selo próprio, Tapemodern, em parceria com a gravadora de Mark Ronson, Allido Records. Várias edições físicas foram lançadas em Março e Abril com a parceria (distribuição) da S-Curve Records. No Brasil, este trabalho fica por conta do selo Lab 344. A data dos lançamentos coincide com o trigésimo aniversário do lançamento do primeiro álbum da banda. Atualmente, o Duran Duran está promovendo o álbum em sua mais nova turnê.

## Recepção da crítica
O álbum foi, no geral, muito bem recebido pela crítica. O assunto repercutiu nos principais jornais de vários países, anunciando a grandeza de "All You Need Is Now". Com pontuações altas em revistas e sites especializados em música, a banda comprovou todas as expectativas geradas com esse novo trabalho. Algo que foi muito comentado pelos críticos, foi a questão do retorno às raízes musicais do grupo, que acabou trazendo "o melhor álbum da banda desde Rio", segundo muitos. A performance impecável da banda durante as canções e na criação dos arranjos foi muito elogiada. "Todos os músicos do grupo tocam igualmente, como em 1981", disse Sarah Rodman, que completou: "Percebo, em especial, que a voz de Simon continua a causar inveja em muitos cantores que não possuem mais 20 anos...". E em Março de 2011, a MOJO deu ao álbum a nota 4, de 5 (considerada "brilhante"), elogiando: "Pegue Roxy Music, adicione Kraftwerk e algo de Chic, e isso resultará o Duran Duran".

## Faixas
Todas as faixas foram escritas por Duran Duran, com colaboração de Mark Ronson (1, 5, 6) e Dom Brown (1-6, 8).
- Versão para Download (iTunes) - Dezembro de 2010:

1. "All You Need Is Now" - 4:34
2. "Blame The Machines" - 4:10
3. "Being Followed" - 3:47
4. "Leave A Light On" - 4:36
5. "Safe (In the Heat of the Moment)" - 3:59
6. "Girl Panic!" - 4:32
7. "The Man Who Stole A Leopard" - 6:14
8. "Runway Runaway" - 3:05
9. "Before The Rain" - 4:26

- Faixas adicionais para as versões físicas (CD) - Março de 2011:

1. "Mediterranea"
2. "Other People's Lives"
3. "Too Bad, You're So Beautiful"
4. "A Diamond In The Mind"
5. "Return To Now"

- Faixas bônus nas versões Deluxe internacionais (CD) - Março de 2011:

1. "Networker Nation" (todas as versões)
2. "All You Need Is Now (Youth Kills Mix)" - 4:52 (bonus track adicional apenas na versão européia; total de 16 faixas)

- Faixas bônus na versão Deluxe internacional do site BestBuy (CD) - Março de 2011:

1. "Early Summer Nerves"
2. "Too Close To The Sun"

- Faixa bônus na versão japonesa (CD) - Março de 2011:

1. "Boys Keep Swinging"

- Versões 2-disc (2CD / CD+DVD) - Março de 2011:

Todas as versões Deluxe incluem o disco 2.
- Remixes bônus no site Hmv.com (2 CD):
1. "All You Need Is Now (Tom Middleton Cosmos Remix)"
2. "All You Need Is Now (Pablo La Rosa Remix)"
3. "All You Need Is Now (R2V2 Remix)"

- "DVD Footage" (UK, EUA e outras versões Deluxe internacionais).
- Faixas bônus exclusivas na versão Deluxe em Vinil - Abril de 2011:

1. "This Lost Weekend"
2. "All You Need Is Now (Youth Kills Alt Doom Mix)"
3. "Girl Panic! (David Lynch Remix)"
4. "Girl Panic! (Johnson Somerset & Johnson Monkman Remix)"

## Singles

### "All You Need Is Now"
Primeiro single do álbum, foi lançado no iTunes no dia 8 de Dezembro de 2010 para download gratuito. O clipe foi feito por Nick Egan. Vários remixes da música foram colocados como faixas bônus em versões Deluxe do álbum. Por ter sido um single liberado apenas para download gratuito, não apareceu nas charts de vendas. Entretanto, o iTunes estima que a canção teve aproximadamente 500.000 downloads. Em 2011, All You Need Is Now alcançou as paradas da Billboard Adult Pop Songs, chegando ao #38 e permanecendo por quatro semanas.
| Ano  | Parada oficial            | Posição |
| ---- | ------------------------- | ------- |
| 2011 | Billboard Adult Pop Songs | 38      |

### "Girl Panic!"
Segundo single do álbum, foi lançado em vinil no dia 16 de Abril de 2011. Um dos remixes feitos para a canção foi criado por David Lynch.
O badalado clipe dirigido por Jonas Âkerlund, traz como protagonistas, as supermodelos Cindy Crawford, Eva Herzigova, Naomi Campbell e Helena Christensen, além da esposa de Simon, Yasmin Le Bon. O vídeo trata-se de um curta-metragem com quase 10 minutos de duração, filmado em um luxuoso hotel londrino, e que trouxe de volta a marca da banda, numa superprodução com humor atrevido e glamour. Presente também de volta a atmosfera áurea dos tempos de "Girls On Film", o clipe foi banido na MTV norte-americana por ser considerado obsceno. Porém, em cerca de três semanas após seu lançamento oficial, a produção atingiu a marca de mais de 4 milhões de visualizações no Youtube, consolidando o trabalho da banda.

### "Leave a Light On"
Um terceiro single exclusivo para o Reino Unido, foi oficialmente lançado depois da aparição na BBC Radio 2. Inicialmente promovida para divulgar a perna da turnê no país, a canção tornou-se ofuscada por dois fatores: a interrupção da All You Need Is Now Tour pelos problemas vocais de Simon, e o lançamento do clipe de "Girl Panic!". Mesmo assim, "Leave a Light On" obteve êxito na parada da Billboard, inclusive, com desempenho maior que o do primeiro single.
| Ano  | Parada oficial            | Posição |
| ---- | ------------------------- | ------- |
| 2011 | Billboard Adult Pop Songs | 31      |

## Promo Single

### "Mediterranea"
Como promoção do álbum, esta música foi liberada para download em Dezembro de 2010, exclusivamente no iTunes europeu, juntamente com um EP intitulado "From Mediterranea With Love", no qual vinham versões ao vivo de "(Reach Up For The) Sunrise" e "Ordinary World".

## Desempenho do álbum
| Ano  | Parada oficial                  | Posição |
| ---- | ------------------------------- | ------- |
| 2010 | Billboard Digital Albums        | 11      |
| 2010 | Billboard Independent Albums    | 6       |
| 2011 | Australian Albums Chart         | 79      |
| 2011 | Austrian Albums Chart           | 68      |
| 2011 | Belgian Albums Chart (Flanders) | 77      |
| 2011 | Belgian Albums Chart (Wallonia) | 49      |
| 2011 | Billboard 200                   | 29      |
| 2011 | Billboard Alternative Albums    | 7       |
| 2011 | Billboard Rock Albums           | 7       |
| 2011 | Canadian Albums Chart           | 52      |
| 2011 | Dutch Albums Chart              | 23      |
| 2011 | German Albums Chart             | 39      |
| 2011 | Irish Albums Chart              | 78      |
| 2011 | Italian Albums Chart            | 10      |
| 2011 | Polish Albums Chart             | 39      |
| 2011 | Swiss Albums Chart              | 28      |
| 2011 | UK Albums Chart                 | 11      |
| 2011 | UK Independent Albums           | 4       |

Além de figurar nas principais paradas oficiais do mundo, o Duran Duran conseguiu altas posições em Charts dos principais sites de venda de música. No iTunes, por exemplo, o álbum tornou-se #1 em 15 países (dentre eles, Reino Unido, Bélgica, Itália, Espanha, Portugal, Grécia, Alemanha, Finlândia, Dinamarca). Nos EUA e na Austrália, o desempenho também foi sensacional, arrebatando o #2 em ambos os países. No site Amazon.com, All You Need Is Now arrebatou posições no Top 5. Já no Brasil, alcançou o #20 na Saraiva Megastore.

## Créditos
- Simon Le Bon – vocal
- John Taylor – baixo
- Nick Rhodes – teclados
- Roger Taylor – bateria

Com:
- Dominic Brown – guitarra
- Nina Hossain - vocal, falas (faixas 2, 7)
- Anna Ross - backing vocals (faixa 3)
- Jamie Walton - cello (faixas 3, 9)
- Mark Ronson - guitarra (adicional) (faixa 4)
- Ana Matronic (Scissor Sisters) - vocal, rap (faixa 5)
- Tawiah - backing vocals (faixa 5)
- Kelis - vocal (faixa 7)
- Owen Pallett (Arcade Fire) - arranjo de cordas, regência (faixa 7)
- The St. Kitts String Octet - cordas (faixa 7)

Produção:
- Produzido por Mark Ronson
- Remixado por Mark Stent
- Mixado por Matty Green

Letras:
- Todas as faixas escritas por Duran Duran, com colaboração de Mark Ronson (1, 5, 6) e Dom Brown (1-6, 8).